# Naturbahnrodel-Europameisterschaft 1995
Die 16. FIL Naturbahnrodel-Europameisterschaft fand vom 24. bis 26. Februar 1995 in Kandalakscha in Russland statt. Die Naturrodelbahn hatte eine Länge von 1002 Metern und wies einen Höhenunterschied von 122 Metern auf.

## Einsitzer Herren
| Platz | Name                   | Zeit |
| ----- | ---------------------- | ---- |
| 01    | Manfred Gräber         | ?    |
| 02    | Martin Gruber          | ?    |
| 03    | Robert Tomelitsch      | ?    |
| 04    | Willi Danklmaier       | ?    |
| 05    | Franz Obrist           | ?    |
| 06    | Christian Hafner       | ?    |
| 07    | Erwin Dietrich         | ?    |
| 08    | Peter Lechner          | ?    |
| 09    | Jürgen Pezzi           | ?    |
| 10    | Anton Blasbichler      | ?    |
| 11    | Roland Ploner          | ?    |
| 12    | Andi Ruetz             | ?    |
| 13    | Hubert Burger          | ?    |
| 14    | Andreas Ottitsch       | ?    |
| 15    | Helmut Ruetz           | ?    |
| 16    | Ari Tuominen           | ?    |
| 17    | Grega Spendov          | ?    |
| 18    | Michael Kolesow        | ?    |
| 19    | Bogdan Vilman          | ?    |
| 20    | Jewgeni Jakuschin      | ?    |
| 21    | Marcus Grausam         | ?    |
| 22    | Timo Heikkilä          | ?    |
| 23    | Tomi Ahonen            | ?    |
| 24    | Pjotr Milewitsch       | ?    |
| 25    | Wjatscheslaw Bywaltsew | ?    |
| 26    | Anton Kartuschow       | ?    |
| 27    | Hannu Heikkilä         | ?    |
| 28    | Sergei Petrow          | ?    |
| 29    | Eddy Dunlop            | ?    |
| 30    | Mika Ahonen            | ?    |
| 31    | Chris Waite            | ?    |
| 32    | Mitch Mitchell         | ?    |
| --    | Martin Psenner         | DNF  |
| --    | Chris Millwater        | DNS  |
| --    | Roman Kusnetzow        | DSQ  |
| --    | Hannu Niemi            | DSQ  |

Der Italiener Manfred Gräber wurde zum zweiten Mal nach 1987 Europameister im Einsitzer der Herren. Die Silbermedaille gewann der 19-jährige Martin Gruber, ebenfalls aus Italien. Die Bronzemedaille gewann der Österreicher Robert Tomelitsch, der schon zehn Jahre zuvor ebenfalls Bronze bei der EM gewonnen hatte. 

## Einsitzer Damen
| Platz | Name                | Zeit |
| ----- | ------------------- | ---- |
| 01    | Irene Zechner       | ?    |
| 02    | Ljubow Panjutina    | ?    |
| 03    | Elvira Holzknecht   | ?    |
| 04    | Sandra Mariner      | ?    |
| 05    | Simona Martin       | ?    |
| 06    | Sonja Steinacher    | ?    |
| 07    | Julia Subbotina     | ?    |
| 08    | Polina Danilewskaja | ?    |
| 09    | Inna Kartuschowa    | ?    |
| 10    | Hanna Ristola       | ?    |

Europameisterin im Einsitzer der Damen wurde zum zweiten Mal in Folge die Österreicherin Irene Zechner. Die Silbermedaille gewann die Russin Ljubow Panjutina, womit zum ersten Mal bei einer Naturbahnrodel-Europameisterschaft eine Medaille an Russland ging und erstmals eine Medaillengewinnerin im Damen-Einsitzer nicht aus Italien oder Österreich kam. Dritte wurde wie schon bei der letzten EM die Österreicherin Elvira Holzknecht, die in diesem Winter alle Weltcuprennen gewonnen hatte.

## Doppelsitzer
| Platz | Name                                     | Zeit |
| ----- | ---------------------------------------- | ---- |
| 01    | Helmut Ruetz – Andi Ruetz                | ?    |
| 02    | Martin Psenner – Arthur Künig            | ?    |
| 03    | Jürgen Pezzi – Christian Hafner          | ?    |
| 04    | Roland Niedermair – Hubert Burger        | ?    |
| 05    | Tscheslaw Schumilow – Andrei Tschernezow | ?    |
| 06    | Martin Schneebauer – Peter Lechner       | ?    |
| 07    | Jewgeni Jakuschin – Sergei Kwasnikow     | ?    |
| 08    | Ari Tuominen – Timo Heikkilä             | ?    |
| 09    | Viktor Schalin – Alexei Jakowlew         | ?    |
| 10    | Michael Kolesow – Roman Kusnetzow        | ?    |
| --    | Reinhard Beer – Gerhard Pilz             | DNS  |

Die Brüder Helmut und Andi Ruetz aus Österreich wurden zum ersten Mal Europameister im Doppelsitzer. Die Silbermedaille ging an die Italiener Martin Psenner und Arthur Künig. Die Italiener Jürgen Pezzi und Christian Hafner, die bei der letzten Europameisterschaft und bei der Weltmeisterschaft im Vorjahr Zweite waren, wurden diesmal Dritte.

## Medaillenspiegel
| Platz | Land       | Gold | Silber | Bronze | Gesamt |
| ----- | ---------- | ---- | ------ | ------ | ------ |
| 1.    | Österreich | 2    | —      | 2      | 4      |
| 2.    | Italien    | 1    | 2      | 1      | 4      |
| 3.    | Russland   | —    | 1      | —      | 1      |